# La apelación
La apelación es una novela del escritor estadounidense John Grisham, publicada el 29 de enero de 2008 por la editorial Doubleday.

## Sinopsis
Una poderosa empresa de químicos es condenada a cerrar sus puertas por contaminar el agua de la ciudad y provocar un aumento de casos de personas con cáncer. Sin embargo, la empresa no está dispuesta a cerrar sus instalaciones de ninguna forma y se arma para enfrentarse al sistema sin importar los métodos.